# Denis Uhalde
 (décembre 2019).
Denis Uhalde est un pianiste et compositeur de musique de film français. 

## Biographie
Denis Uhalde est pianiste, percussionniste et compositeur pour la scène et l'image. Après des études en percussions classiques et un master 2 en droit, il s'engage dans une carrière de musicien de jazz en 1994. Durant 25 ans, sur des scènes en France, en Europe et jusqu'en Amérique latine (Chili, Argentine), il joue, enregistre et collabore notamment avec les musiciens Fabrice Moreau (batteur), Sylvain Gontard, Lionel Suarez, Christine Massetti, Stéphane Chausse, Olivier Koundouno, David Marcos, Ichiro Onoé, Raphaël François, Olivier Soubeyran, Laura Littardi, Angelo Petronio, Florian Bellecourt, travaille avec les metteurs en scène Didier Bailly, François Berdeaux, pour la danse, le théâtre, la comédie musicale, le cirque, la chanson en langue des signes. Il compose et réalise plusieurs albums pour d'autres.
Depuis les années 2000, ses nombreuses créations musicales (environ 300 œuvres) pour le documentaire et la fiction l'ont amené à collaborer avec les réalisateurs Vassili Silovic, Antarès Bassis, Cédric de Bragança, Pascal Auffray, Yves Maillard, Joël Calmettes, Clarisse Feletin, Laurent Bouit, Loïc Jourdain, son travail étant aussi parfois associé a des textes d'écrivains signés, Dominique Fernandez, Sylvie Germain,Michel Le Bris, Jean-Paul Kauffman, Laurence Benaïm, Michel Tournier, Patrick Mauriès, Bernard Noël.

## Filmographie

### Courts-métrages
- 1998 : Atmosphère rue des Rosiers d’Yves Maillard
- 2002 : Périph’ d'Henri Kebabdjian
- 2002 : Le cadeau commun de Nathalie Donnini
- 2004 : Entre chien et loup d'Henri Kebabdjian
- 2004 : Ressac d’Anne Flandrin
- 2005 : Paul de Cécile Rousset
- 2006 : En compagnie des choses de Eric-John Bretmel
- 2006 : Où est passé le 14 juillet ? de Nathalie Latham
- 2006 : Aurore, une autre histoire d'Henri Kebabdjian
- 2008 : L’emploi vide d’Antarès Bassis
- 2008 : Grossesses et macarons d’Anne Flandrin
- 2010 : Porteur d'hommes d’Antarès Bassis
- 2011 : La photocopie de Papa de Stéphanie Lagarde

### Documentaires
- 2002 : La Forteresse de Salses de Laurent Bouit
- 2002 : L'Abbaye de Cluny de Loïk Jourdain
- 2002 : Le Château d'If de Georges Combe
- 2003 : Le Château de Bussy Rabutin de Guillaume Lévis
- 2003 : Le Mont-Saint-Michel de Laurent Bouit
- 2003 : Carcassonne de Guillaume Lévis
- 2004 : Allez l'OM de Vassili Silovic
- 2004 : Nice, comme un roman de Guillaume Lévis
- 2005 : Hôtel Dieu de Cédric de Bragança
- 2005 : Le Bonheur d'Alexandre de Joël Calmettes
- 2005 : Le Château de Malmaison de Guillaume Lévis
- 2006 : 26 place Vendôme de Guillaume Lévis
- 2006 : Best Seller à tout prix de Vassili Silovic
- 2007 : Les beffrois, géants de pierre d’Yves Maillard
- 2008 : C'est quand le bonheur ? de Cédric de Bragança
- 2009 : Le juge et l'affaire des dioxines de Clarisse Feletin
- 2011 : Prochain Arrêt : Rome de Vassili Silovic
- 2012 : Chewing-gum - Le mystère des bulles de gomme de Vassili Silovic
- 2013 : Voyages d'affaires en Méditerranée de Vassili Silovic
- 2016 : KungFu Casalina d'Alessandra Bogi
- 2017 : Tableau d'un jour de Vassili Silovic
- 2018 : "En équilibre" de Antarès Bassis et Pascal Auffray
- 2020 : "Les gamins de Ménilmontant" de Antarès Bassis et Pascal Auffray
- 2021 : "Le marché de l'art sous l'occupation" de Vassili Silovic
- 2022 : "La marseillaise remix" de Vassili Silovic

Apparitions
- 2006 : Bled Number One de Rabah Ameur-Zaïmeche : le musicien de l’hôpital

## Récompenses
- 2004 : Prix UCMF de la Meilleure Musique.
- 2005 : Nomination pour le Molière du Meilleur Créateur de Musique de Scène avec Didier Bailly pour La guinguette a rouvert ses volets.